# Lijst van LAW's in Nederland
In Nederland bestonden in 2022 de volgende lange-afstand-wandelroutes (LAW's):
| Nummer  | Naam                      | Bijzonderheden | Lengte | Beheerder |
| ------- | ------------------------- | --- | ------ | --------- |
| LAW 1-1 | Friese Woudenpad          | LAW 1-1, 1-2 en 1-3 liggen in elkaars verlengde                                                                          | 147 km | Wandelnet |
| LAW 1-2 | Pionierspad               | LAW 1-1, 1-2 en 1-3 liggen in elkaars verlengde                                                                          | 200 km | Wandelnet |
| LAW 1-3 | Floris V-pad              | LAW 1-1, 1-2 en 1-3 liggen in elkaars verlengde                                                                          | 245 km | Wandelnet |
| LAW 2   | Trekvogelpad              | | 400 km | Nivon     |
| LAW 3   | Marskramerpad             | Onderdeel van E11 | 372 km | Wandelnet |
| LAW 4   | Maarten van Rossumpad     | | 384 km | Nivon     |
| LAW 5.1 | Nederlands Kustpad deel 1 | Onderdeel van E9; het traject Hoek van Holland - Bergen op Zoom is het Nederlandse deel van GR5, en dus onderdeel van E2 | 711 km | Wandelnet |
| LAW 5.2 | Nederlands Kustpad deel 2 | |        |           |
| LAW 5.3 | Nederlands Kustpad deel 3 | |        |           |
| LAW 6   | Grote Rivierenpad         | Onderdeel van E8 Opvolger van Oeverloperpad en Lingepad                                                                  | 267 km | Wandelnet |
| LAW 7.1 | Pelgrimspad deel 1        | Sluit aan op Belgische GR5                                                                                               | 456 km | Wandelnet |
| LAW 7.2 | Pelgrimspad deel 2        | |        |           |
| LAW 8   | Zuiderzeepad              | | 536 km | Wandelnet |
| LAW 9.1 | Pieterpad deel 1          | Sluit aan op Belgische GR5                                                                                               | 493 km | Nivon     |
| LAW 9.2 | Pieterpad deel 2          | |        |           |
| LAW 10  | Noaberpad                 | | 415 km | Nivon     |
| LAW 11  | Grenslandpad              | | 372 km | Wandelnet |
| LAW 12  | Overijssels Havezatenpad  | Opvolger van Overijsselpad                                                                                               | 272 km | Nivon     |
| LAW 13  | Hertogenpad               | | 238 km | Wandelnet |
| LAW 14  | Groot Frieslandpad        | Sluit aan op E9 | 362 km | Wandelnet |
| LAW 15  | Westerborkpad             | | 360 km | Wandelnet |
| LAW 16  | Romeinse Limespad         | Sluit aan op Duitse route X2 (naar Xanten)                                                                               | 275 km | Wandelnet |
| LAW 17  | Waterliniepad             | LAW 17 Waterliniepad is opvolger van het voormalige Streekpad Waterliniepad en Streekpad Stelling van Amsterdam          | 319 km | Wandelnet |

De in deze tabel opgegeven lengte is bij benadering. Door routewijzigingen en tijdelijke omleggingen kan de actuele lengte afwijken. 

Netwerk van alle Lange-Afstand-Wandelpaden in Nederland

De Nederlandse LAW's zijn onderdeel van het netwerk van Europese GR-paden.
Naast de LAW's bestaan 18 (veelal) kortere, geel-rood gemarkeerde, Streekpaden. Dit zijn meest rondwandelingen.
Ook zijn er van de LAW's veel NS-wandelingen en een aantal groene routes (buswandelingen) afgeleid.
Buiten boven genoemde LAW zijn er ook regionale lange-afstand-wandelroutes van wandelsportorganisaties. Deze zijn geel/blauw gemarkeerd, of zoals het Airbornepad Market Garden met een lengte van 220 kilometer vN Lommel (België) - Arnhem voorzien van wit-groene markering.
Ook de Provincie Noord-Holland heeft een wandelroute opgezet met een lengte van 275 kilometer van Texel naar Huizen (NH) v.v. voorzien van geel-rode borden met blauwe pijl.
Een deel van de LAW's maakt deel uit van een netwerk van Europese wandelroutes (E-routes). De routes E2, E8, E9 en E11 beginnen in of lopen door Nederland.